# Bäls kyrka
Bäls kyrka är en kyrkobyggnad i Bäl på Gotland. Den är församlingskyrka i Väskinde församling, Norra Gotlands pastorat inom Visby stift.

## Kyrkobyggnaden
Kyrkobyggnaden av putsad kalksten består av ett rakt avslutat kor med vidbyggd sakristia på norra sidan, ett något större långhus och ett kyrktorn i väster, vars övre del är smalare än långhuset medan den nedre delen omsluts i söder och norr av långhusmurarna. Tornmurarna når inte över långhusets taknock och tornspiran av trä har därför ljudgluggar, innanför vilka klockvåningen befinner sig. Huvudingången är på långhusets södra sida, men ingångar finns även på korets södra och långhusets norra sida. Kyrkans portaler och fönsteröppningar är alla från byggnadstiden. Långhusets gotiska sydportal har en rik ornamental dekor och kröns av ett gavelfält. I det inre täcks koret och ringkammaren av vardera ett murat valv, långhuset av två.

## Historik
Det nuvarande koret uppfördes under 1200-talets förra hälft invid en äldre stenkyrka, varav murpartier ingår i triumfbågsväggen. Under 1200-talets senare hälft uppfördes nuvarande långhuset och tornet, som sannolikt avsågs att senare förhöjas och förses med sidogallerier i söder och norr. Målningar tillkom på 1200-talet och 1400-talet. Nuvarande sakristia uppfördes 1945. Kyrkan restaurerades 1965-1966 efter förslag av arkitekt Leif Olsson.

## Inventarier
- Altartavlan målades av Johan Bartsch 1664.
- Det stora triumfkrucifixet härrör från 1200-talets senare del.
- I tornvalvet finns dopfunten som är från 1200-talet.
- Predikstolen tillverkades 1722 och målades 1744.
- Epitafium från 1600-talet

### Orgel
- Orgeln med sex stämmor och pedal byggdes 1968 av John Grönvall Orgelbyggeri. Orgeln är mekanisk. Orgelhuset och fasaden är tillverkade av kvistren och obehandlad ek.

| Manual        | Pedal      | Koppel  |
| Gedackt 8’    | Subbas 16’ | Man/Ped |
| Principal 4’  |            |         |
| Rörflöjt 4’   |            |         |
| Waldflöjt 2’  |            |         |
| Scharf 2 chor |            |         |

## Omgivning
- Kyrkogården har stigluckor i söder och öster.
- Byggnaden i nordost uppfördes som sockenmagasin.

## Bildgalleri

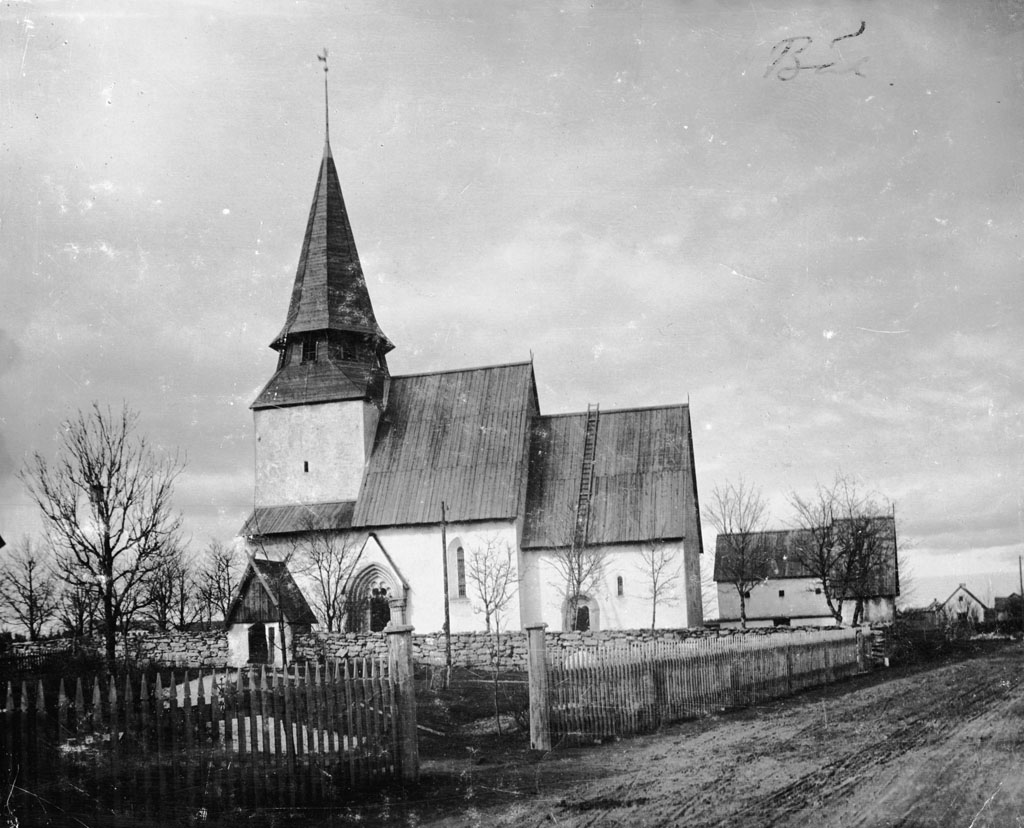
Bäls kyrka från söder, i slutet av 1800-talet.
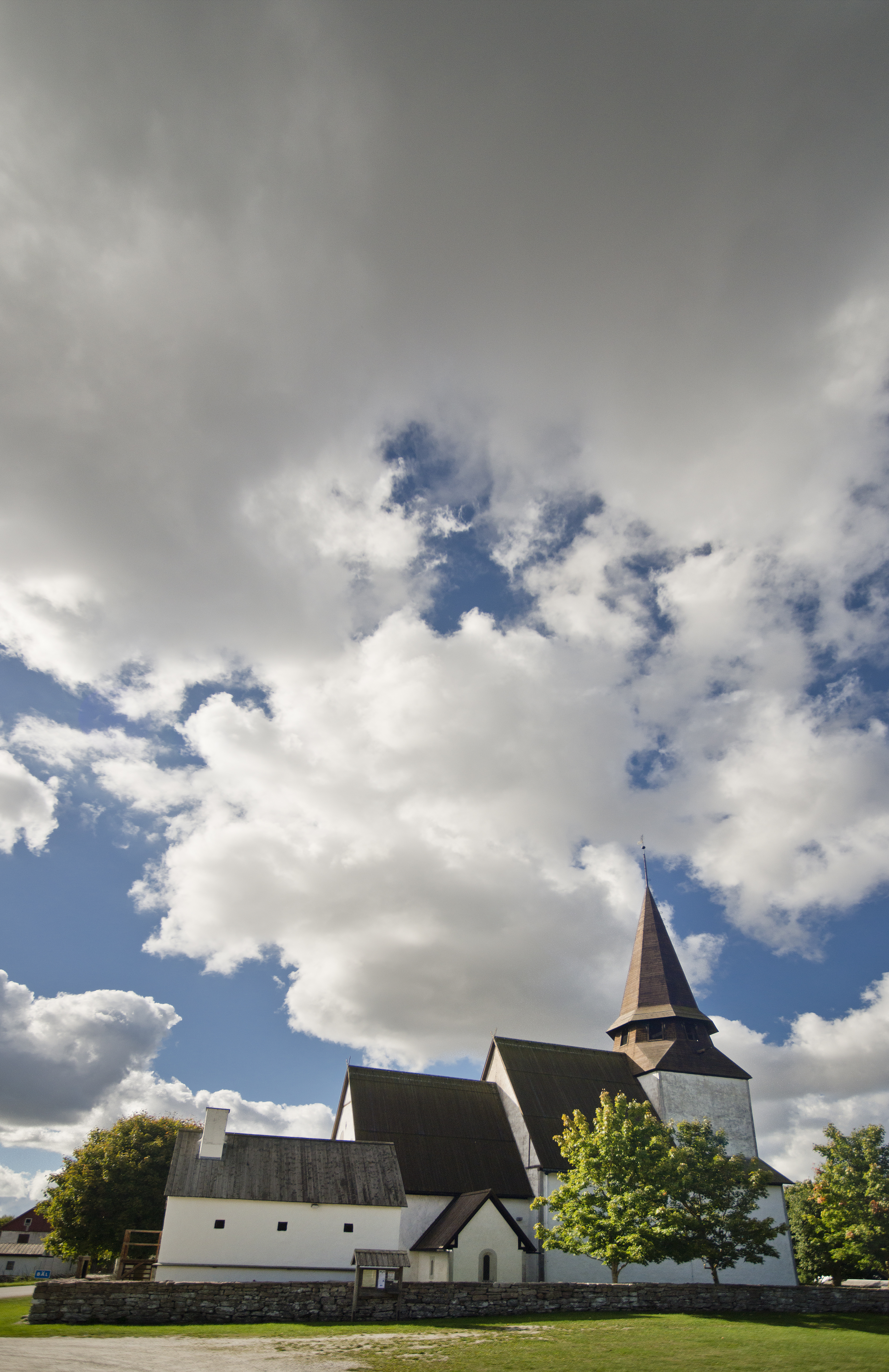
Kyrkan från norr
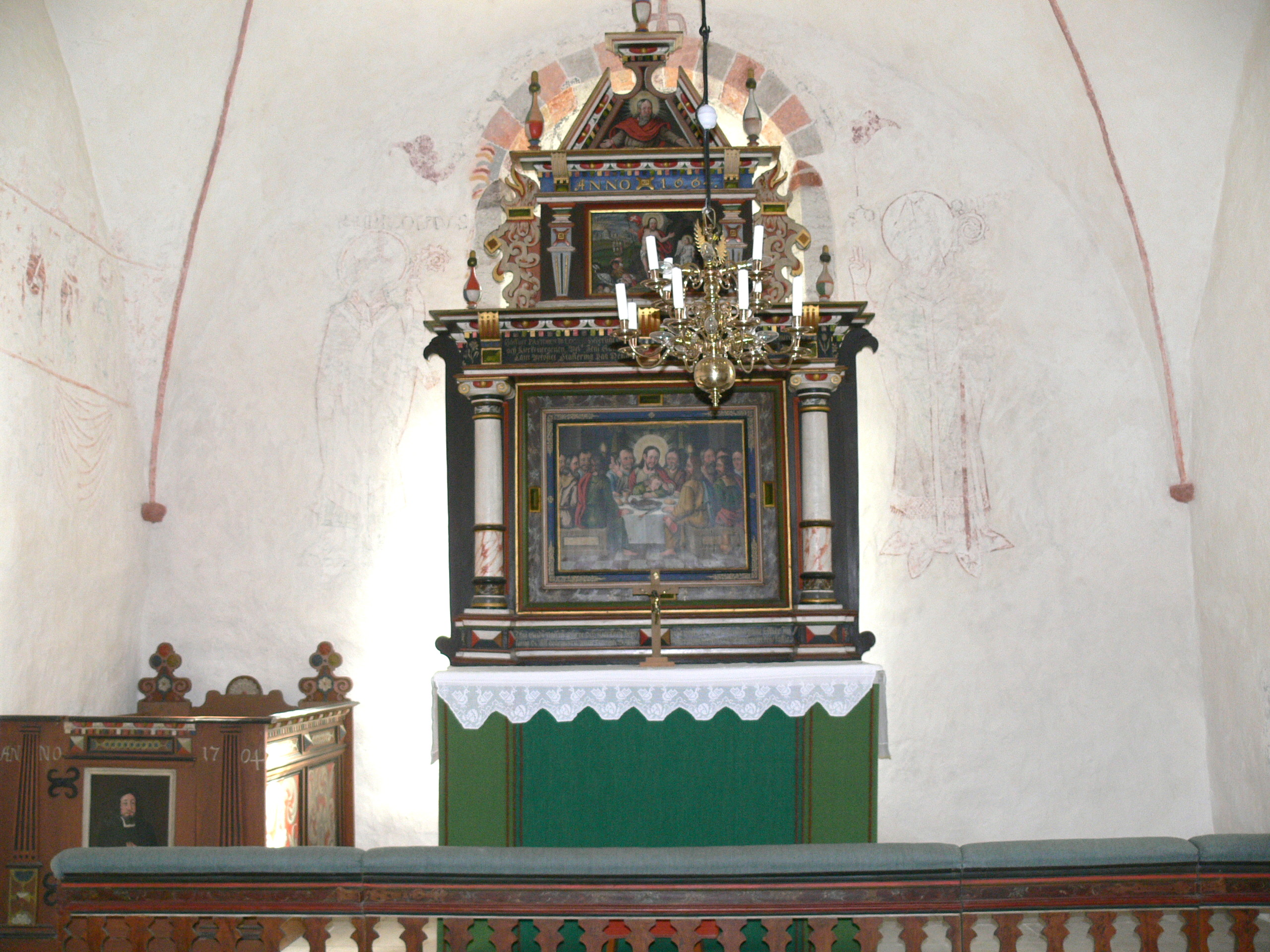
Altaruppsatsen
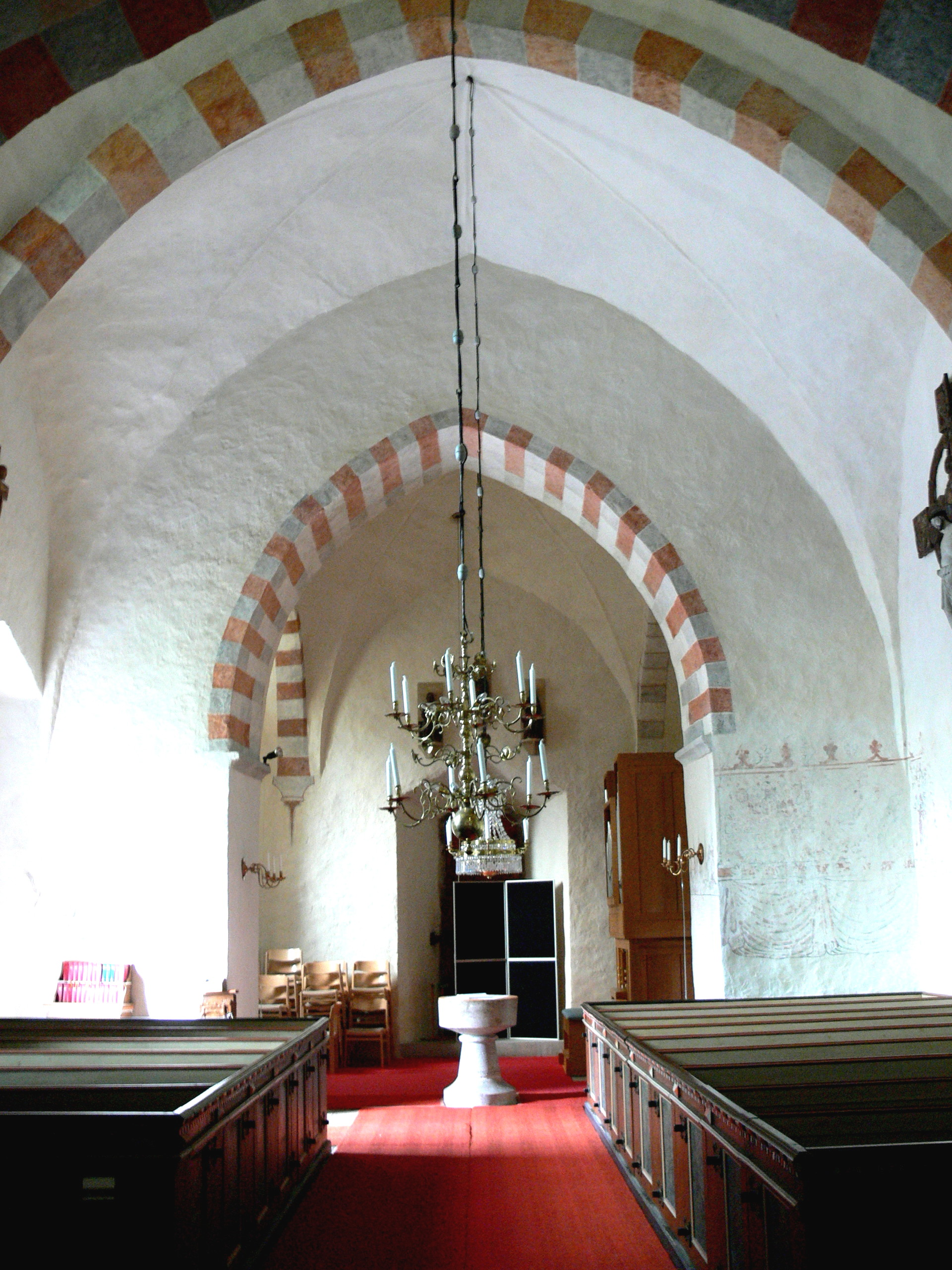
Interiör mot väster
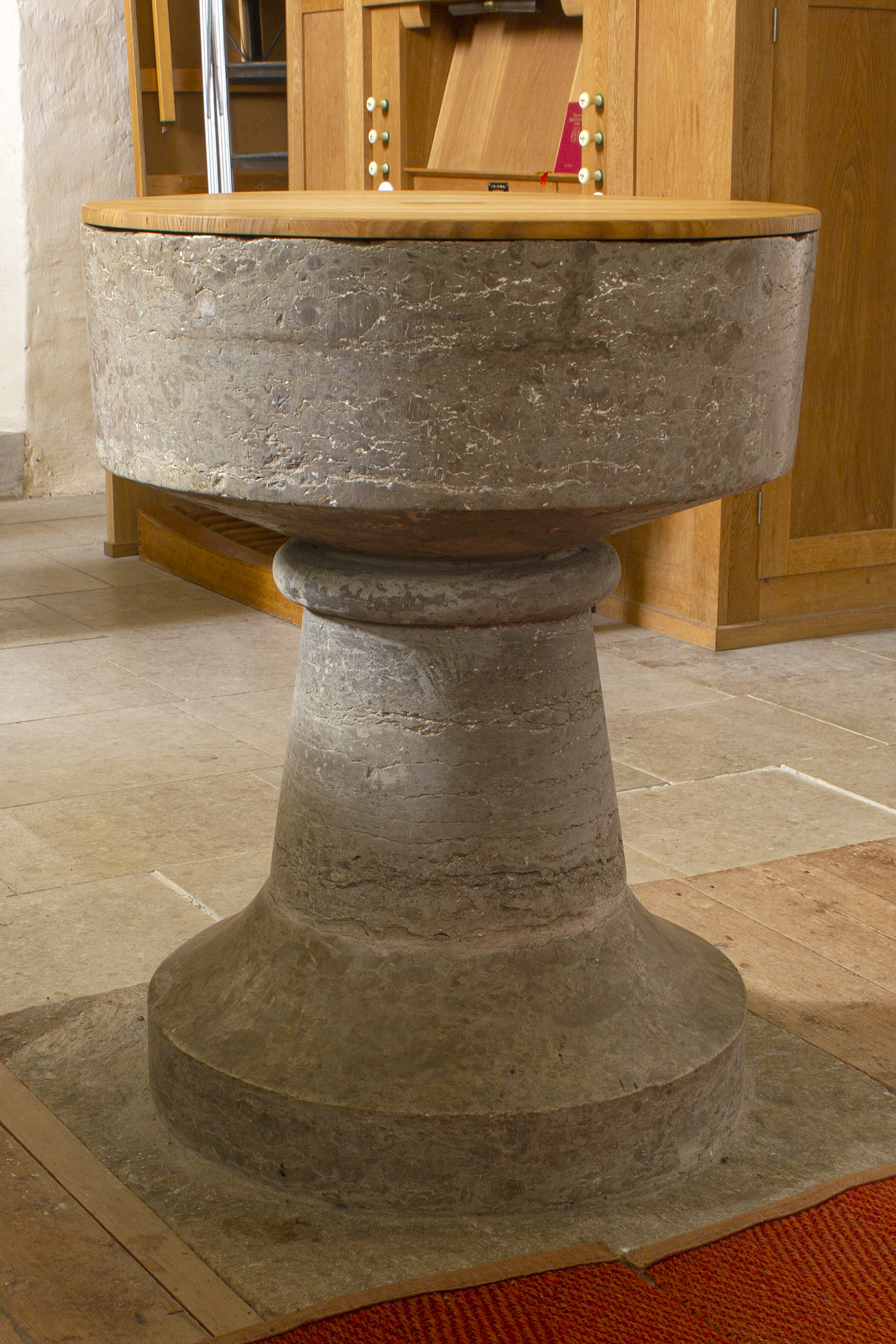
Dopfunten
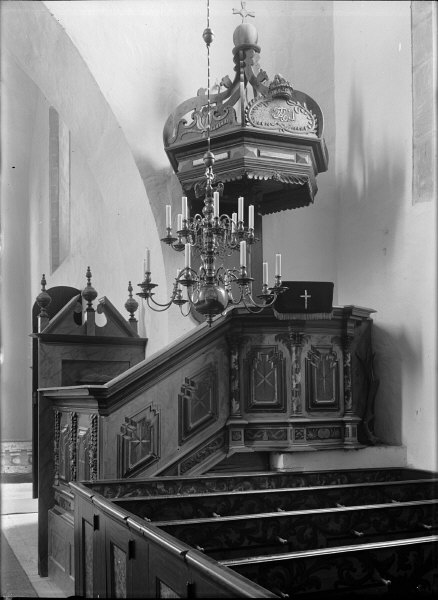
Predikstolen
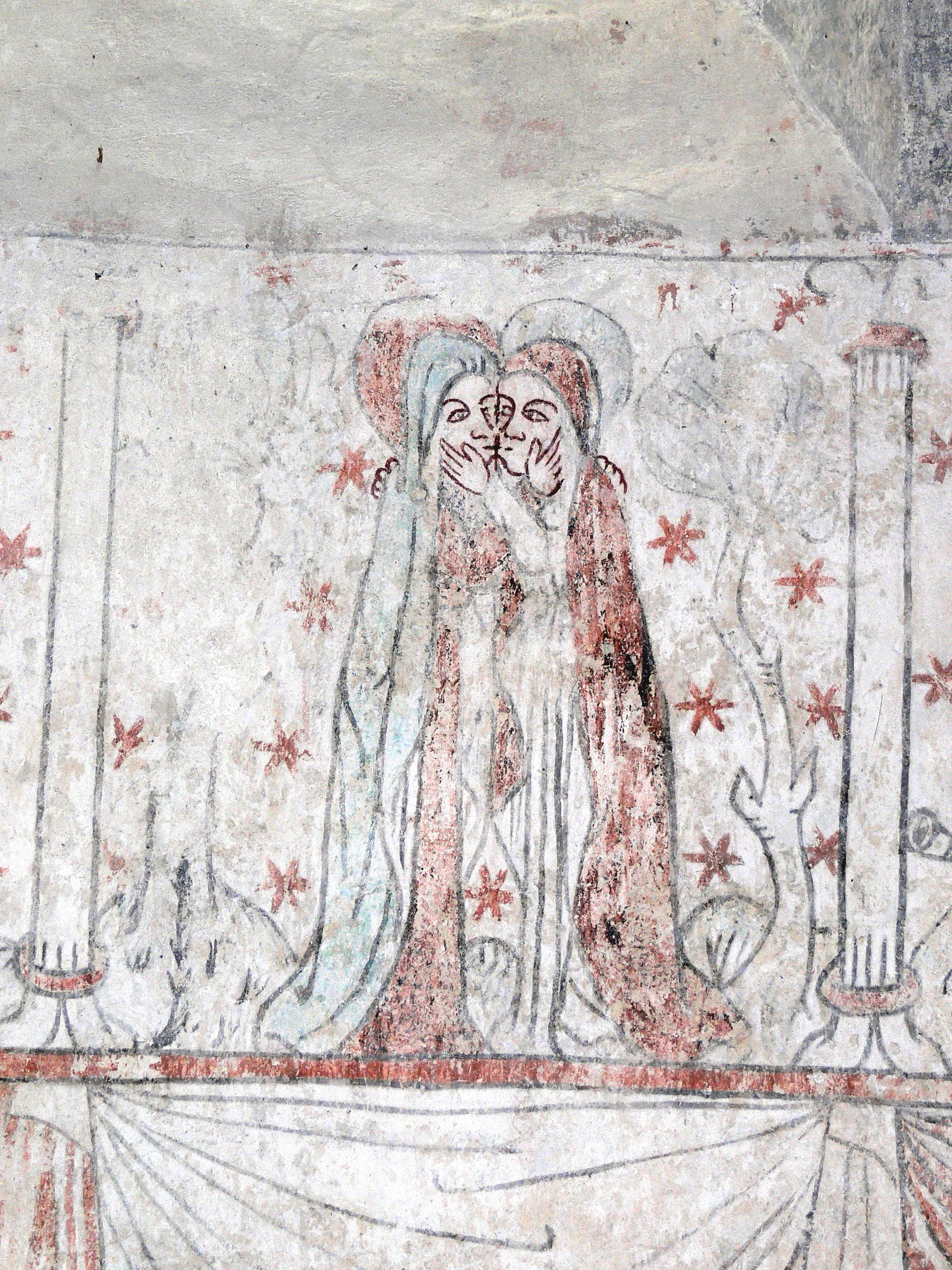
Kalkmålning Maria och Elisabet
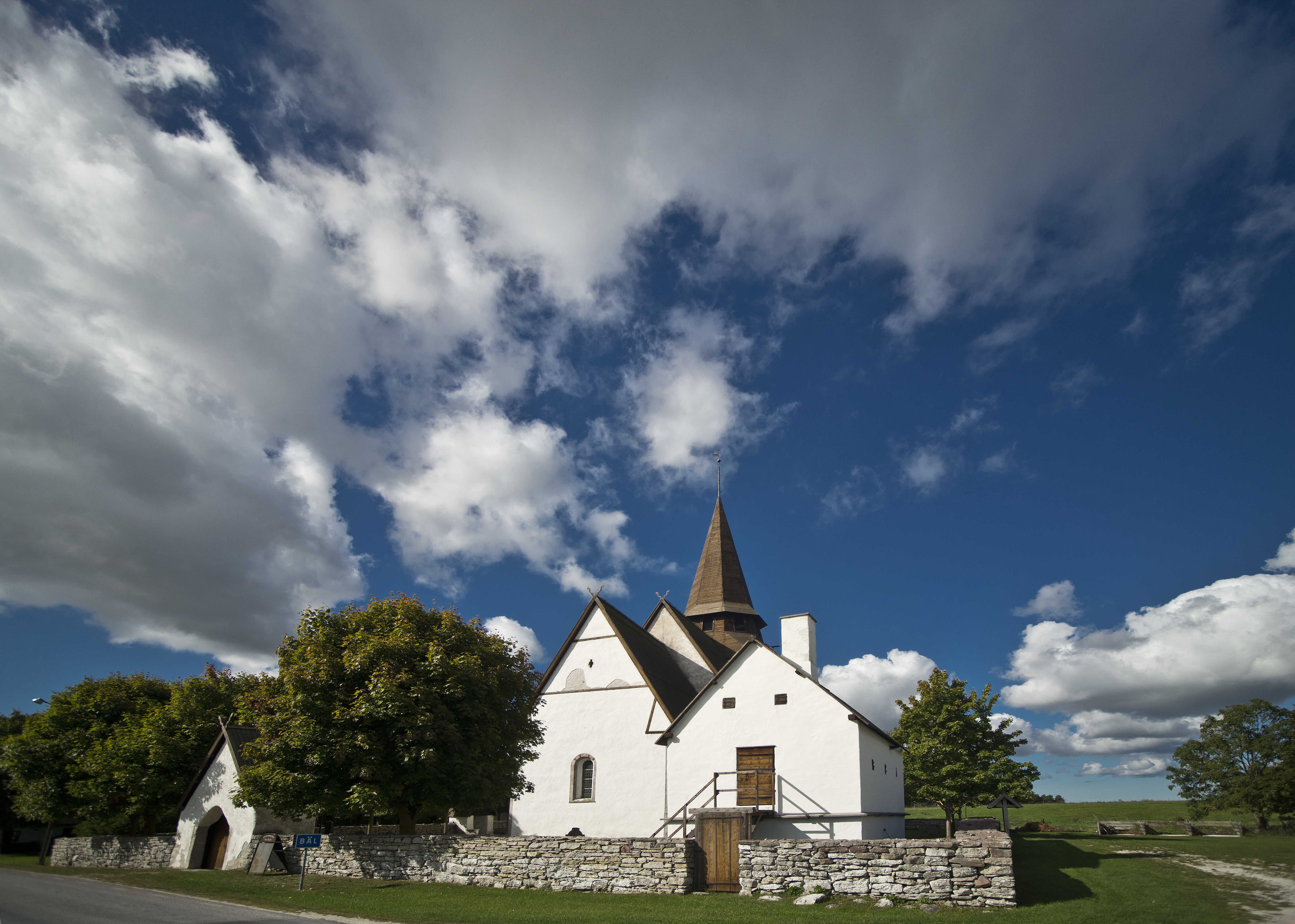
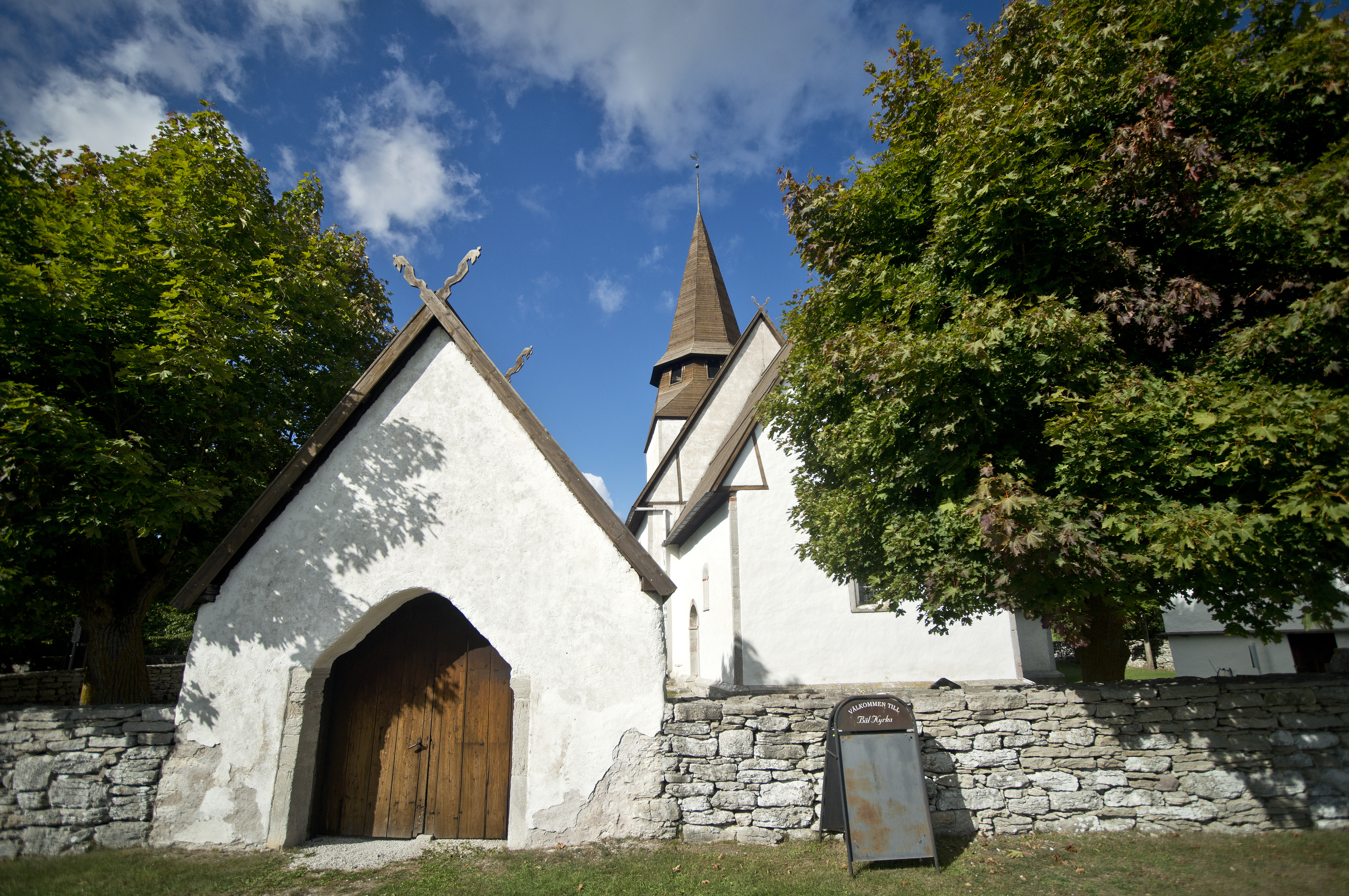
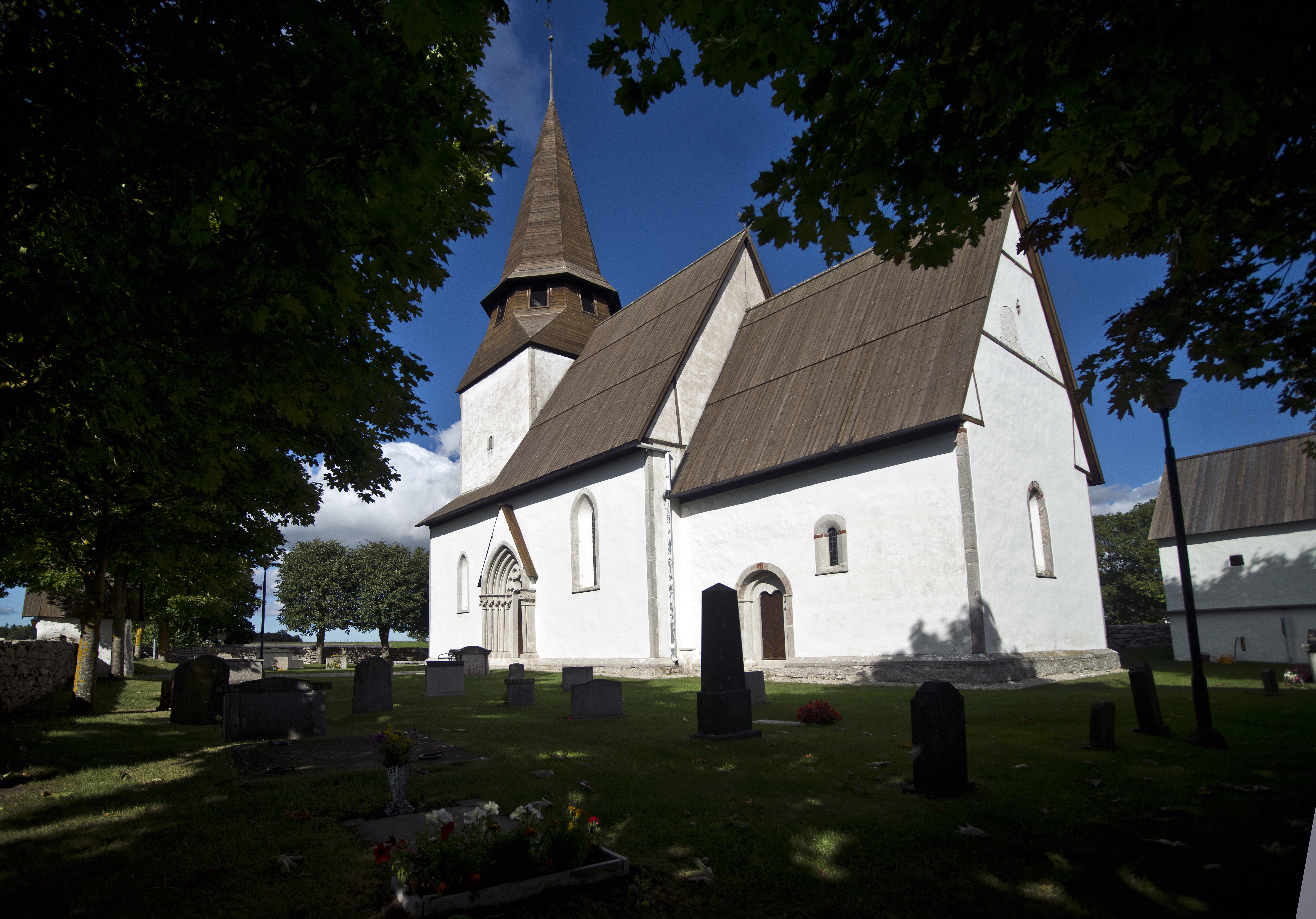
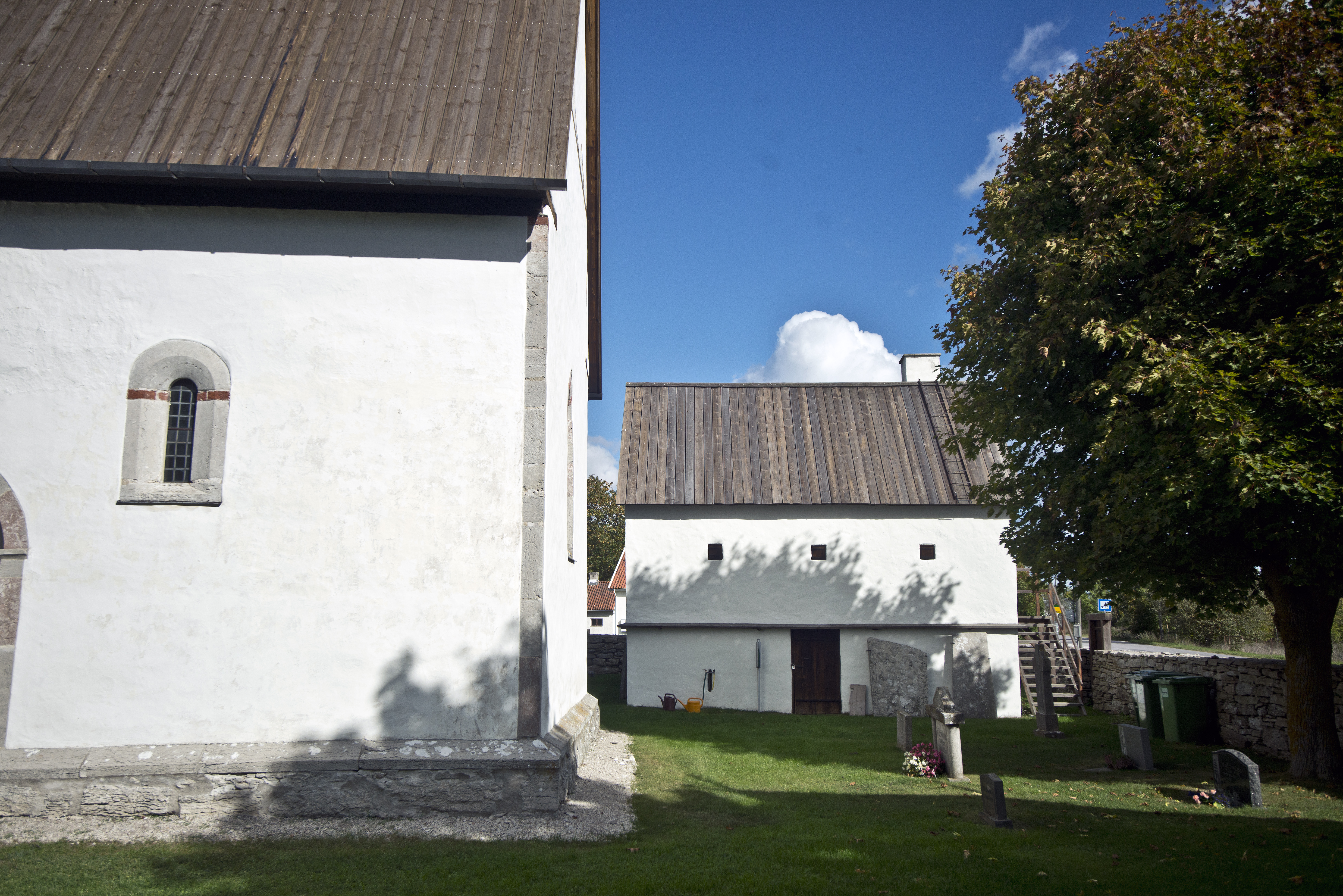
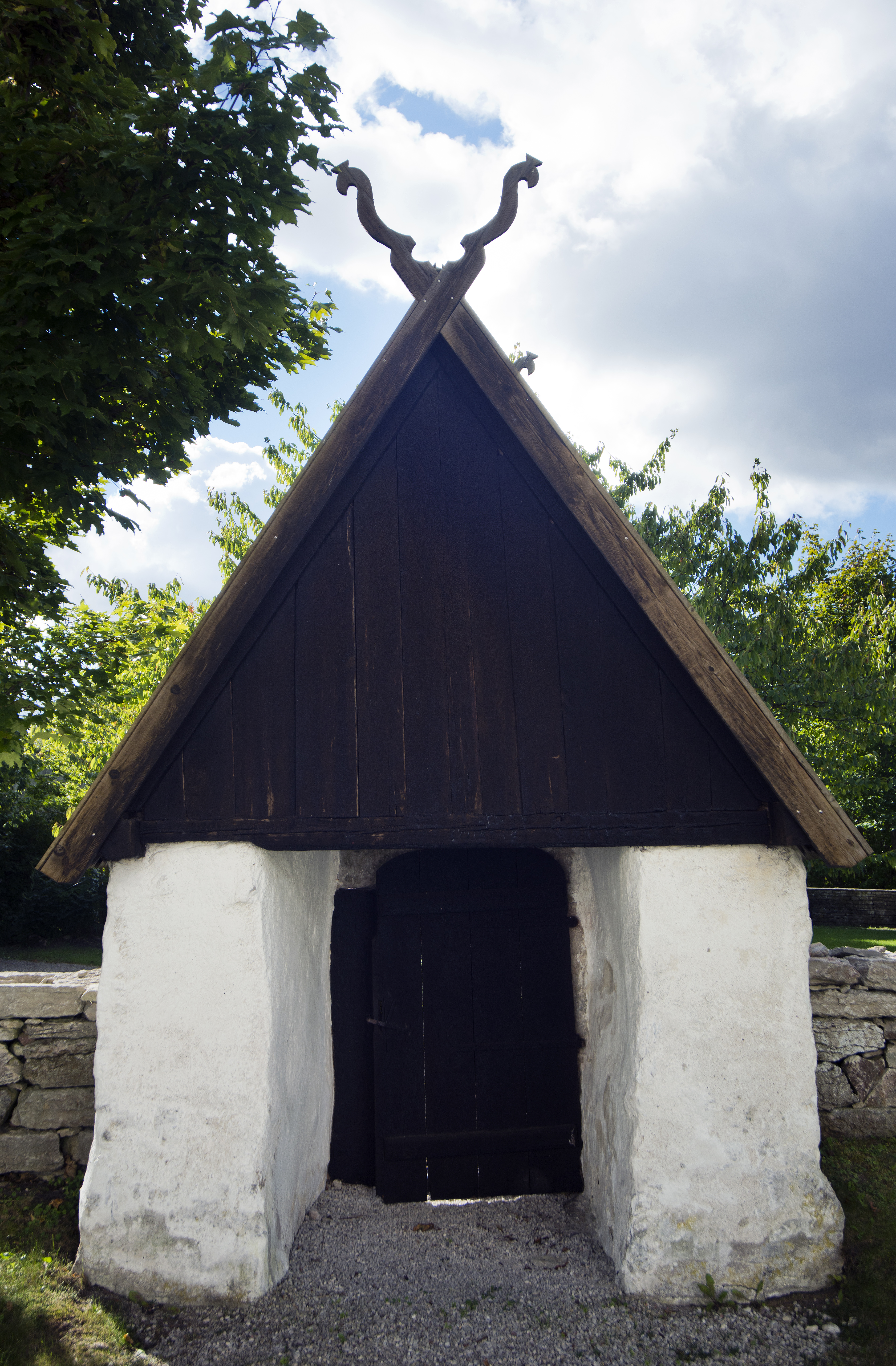
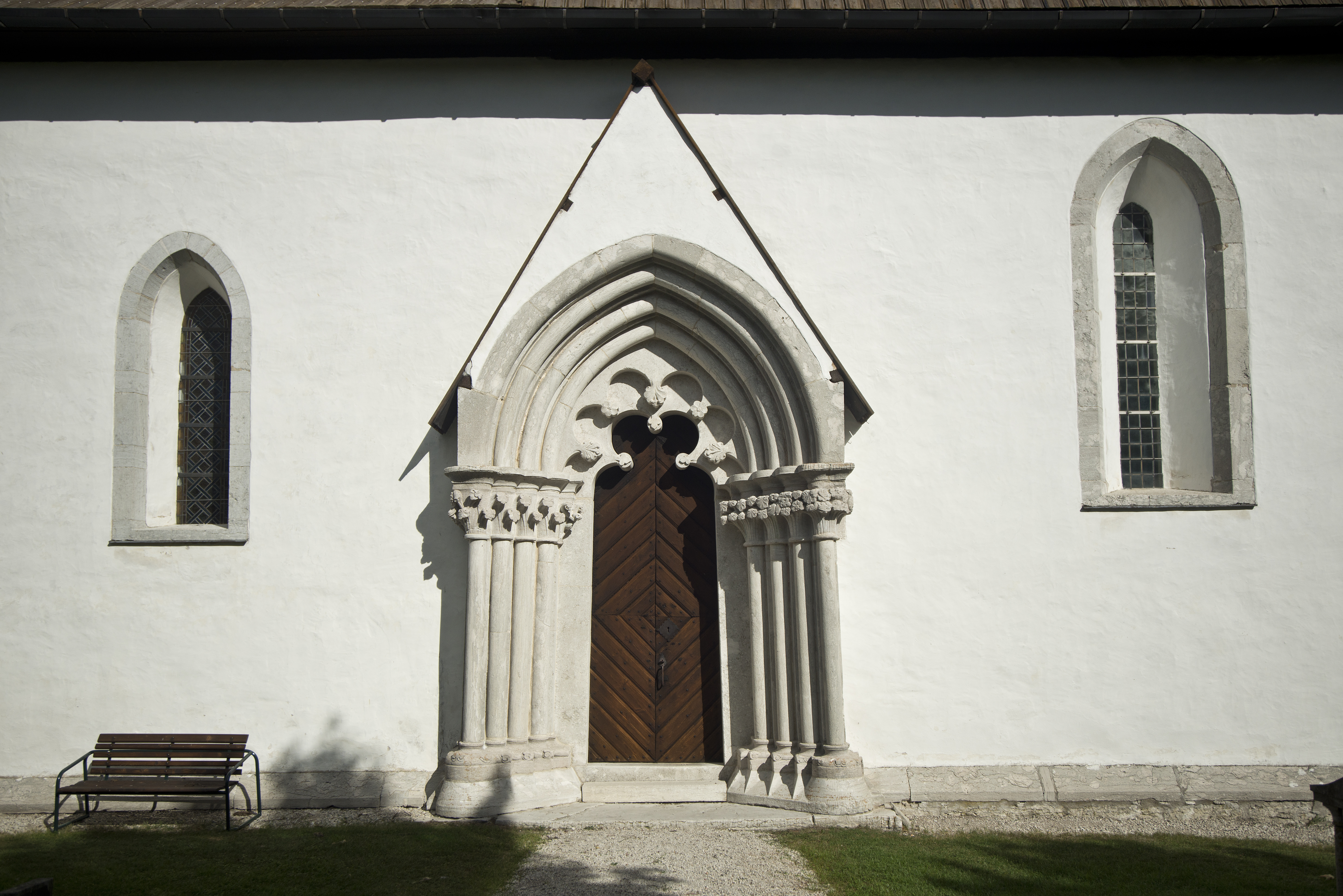
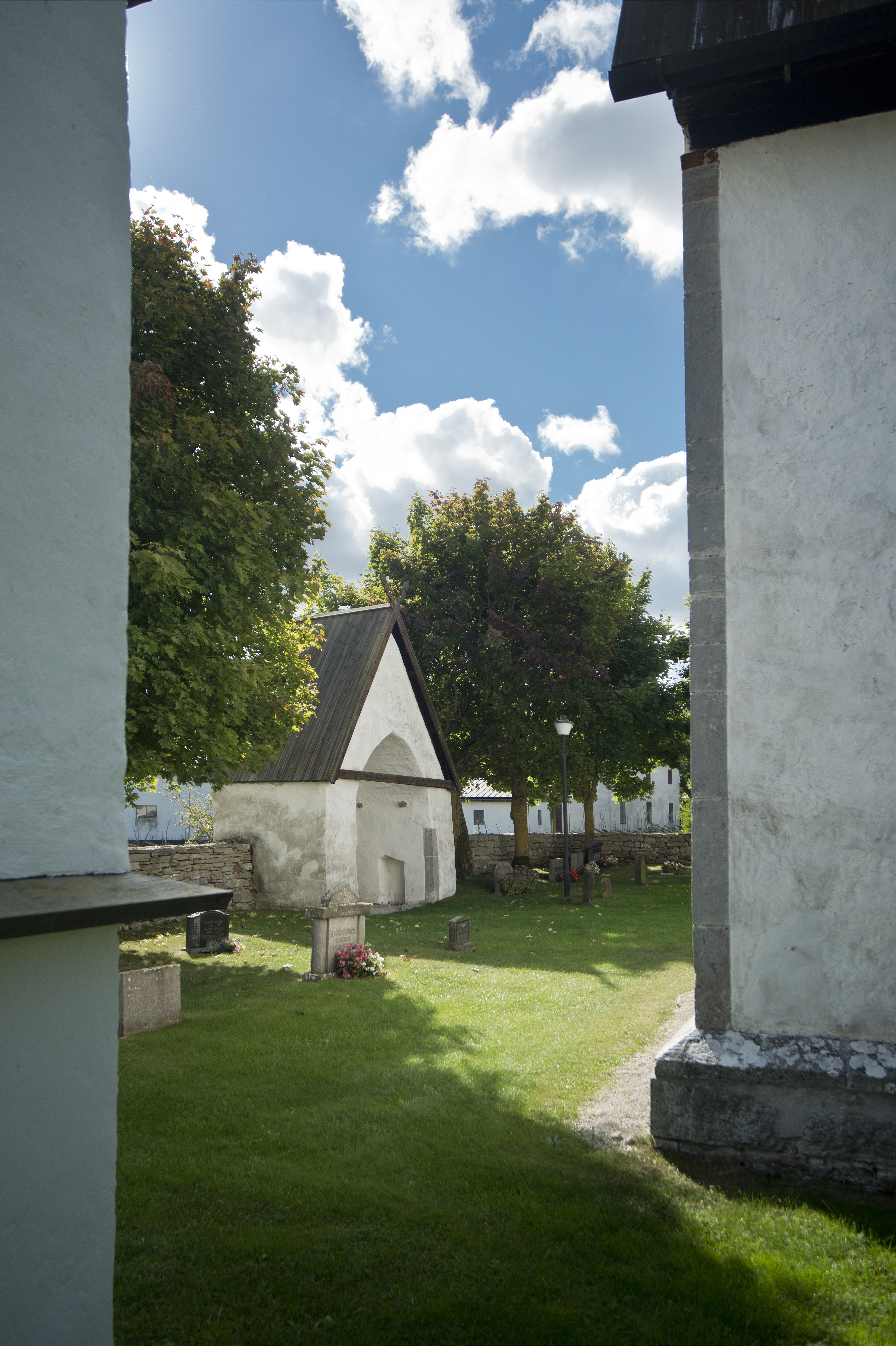
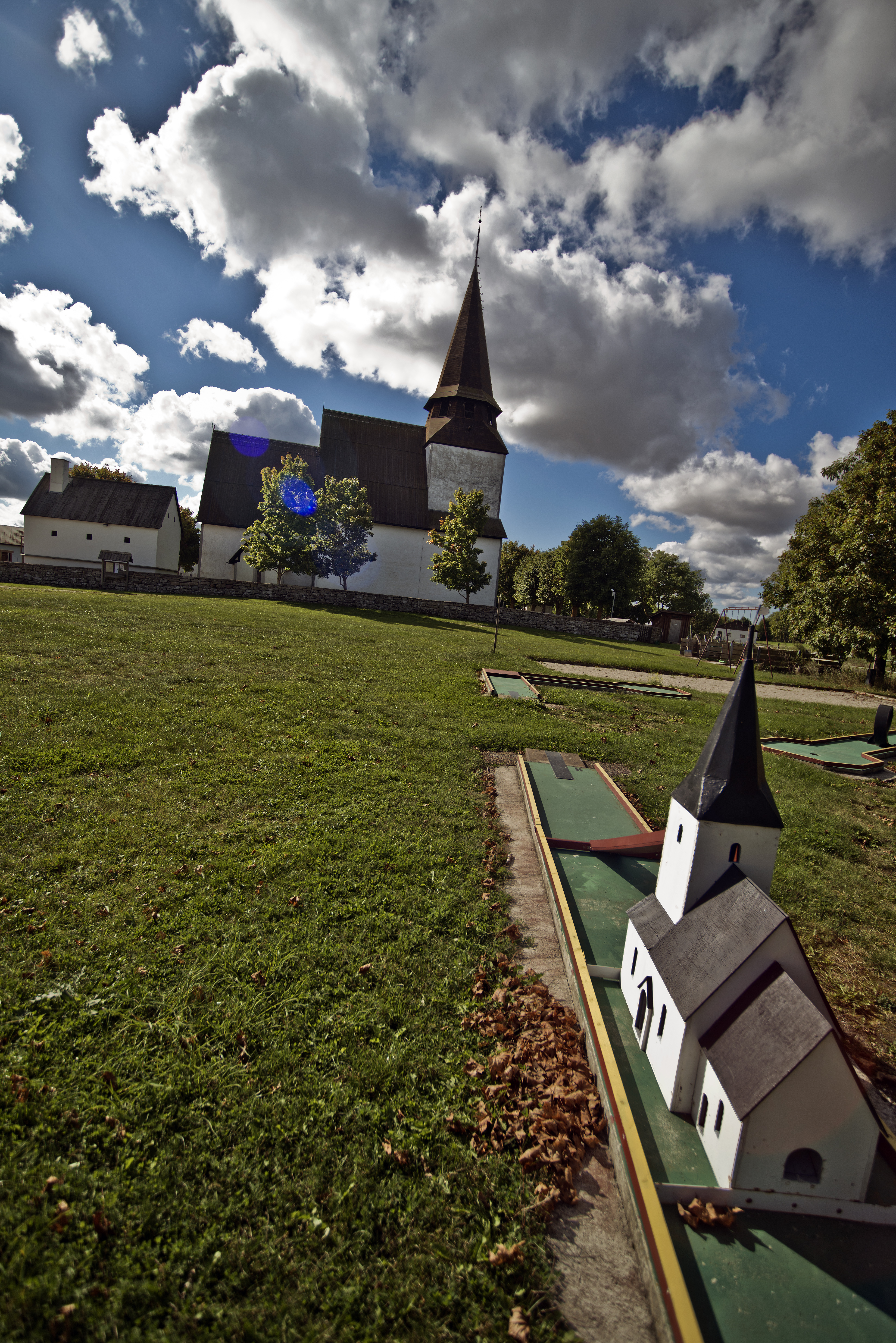